# Museum Witt

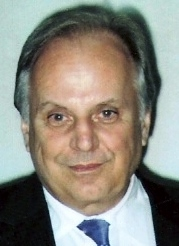
Thomas J. Witt

Museum Witt München (MWM) är en samling av nattfjärilar i München, Tyskland. Samlingen har visats i ett eget museum grundat 1980 av Thomas Witt. Museet stängde 2023 och samlingen överfördes till Zoologische Staatssammlung München.
Samlingen består av 10 miljoner exemplar från hela världen och är därmed den största i världen.